# Rodica Florea
Rodica Maria Florea-Şerban (Rădăuți-Prut, 26 mei 1983) is een Roemeens voormalig roeister. Florea maakte haar debuut tijdens de wereldkampioenschappen roeien 2001 met een zevende plaats in de vier-zonder. Florea behaalde haar grootste succes met het winnen van de olympische titel in de acht in 2004. Vier jaar later behaalde ze wederom in de acht een olympische bronzen medaille.

## Resultaten
- Wereldkampioenschappen roeien 2001 in Luzern 7e in de vier-zonder
- Wereldkampioenschappen roeien 2003 in Milaan 10e in de dubbel-vier
- Olympische Zomerspelen 2004 in Athene  in de acht
- Wereldkampioenschappen roeien 2005 in Kaizu 4e in de twee-zonder
- Wereldkampioenschappen roeien 2005 in Kaizu  in de acht
- Wereldkampioenschappen roeien 2006 in Eton 7e in de twee-zonder
- Wereldkampioenschappen roeien 2006 in Eton 6e in de acht
- Wereldkampioenschappen roeien 2007 in München  in de acht
- Olympische Zomerspelen 2008 in Peking  in de acht

1976: Goretzki & Knetsch & Richter & Ahrenholz & Kallies & Ebert & Lehmann & Müller & Wilke ·
1980: Boesler & Neisser & Köpke & Schütz & Kühn & Richter & Sandig & Metze & Wilke ·
1984: O'Steen & Metcalf & Bower & Graves & Flanagan & Norelius & Thorsness & Keeler & Beard ·
1988: Strauch & Zeidler & Haacker & Wild & Kluge & Schröer & Balthasar & Stange & Neunast ·
1992: Barnes & Taylor & Delehanty & Crawford & McBean & Worthington & Monroe & Heddle & Thompson ·
1996: Tănase & Cochelea & Gafencu & Spîrcu & Olteanu & Lipă & Popescu & Ignat & Georgescu ·
2000: Damian & Susanu & Olteanu & Cochelea & Dumitrache & Lipă & Gafencu & Ignat & Georgescu ·
2004: Florea & Susanu & Bărăscu & Papuc & Gafencu & Lipă & Damian & Ignat & Georgescu ·
2008: Cafaro & Cummins & Davies & Francia & Goodale & Lind & Logan & Shoop & Whipple ·
2012: Cafaro & Francia & Lofgren & Ritzel, Musnicki & Logan & Lind, Davies & Whipple ·
2016: Elmore & Gobbo & Logan & Musnicki, Polk & Regan & Schmetterling & Simmonds & Snyder ·
2020: Roman & Gruchalla-Wesierski & Roper & Proske & Grainger & Mailey & Payne & Wasteneys & Kit ·
2024: Rusu & Anghel & Bodnar & Lehaci & Adam & Bereș & Vrînceanu & Radiș & Petreanu